# E-MU Systems
E-MU Systems（イーミューシステムズ）は、かつて存在したアメリカ合衆国の音響機器メーカー。シンセサイザー、サンプラーなどの電子楽器を製造・販売していた。略称はE-MU（イーミュー）。
1993年にクリエイティブテクノロジーに買収され、Ensoniqと合併した。その後、E-MUは2011年に解散し、クリエイティブテクノロジーの一部署となった。2010年以降は楽器は販売しておらず、現在はスピーカーやヘッドフォンのブランドとなっている。

## 概要
E-MU Systems（以下E-MU）は、1971年にデイヴ・ロッサムとスコット・ウェッジによりシンセサイザーメーカーとして設立され、モジュラー・シンセサイザーなどを開発・販売した。また、シーケンシャル・サーキット社のProphet-5の開発に協力し、プログラムのコンパイラやポリフォニック・スキャン・キーボードのOEM提供を行った。
このProphet-5のライセンス収入がなくなると、E-MUは16ボイスのアナログ・シンセサイザーであるAudityの発売を断念し、起死回生のために低価格のサンプラーとしてEmulatorを発売。これが大ヒットし、E-MUはサンプラーやサンプルベースのドラムマシン、低コストのデジタルサンプリング音楽ワークステーションのパイオニアとなった。
1993年にクリエイティブテクノロジーに買収され、同社の完全子会社となった。1998年にはクリエイティブテクノロジーによってシンセサイザーとサンプラーのメーカーであるEnsoniqが買収され、E-MUへ吸収合併された。
E-MUは、シリコンバレー郊外のカリフォルニア州スコッツバレーに本拠を置いていた。日本の事務所も存在した。
2003年以降は、PC向けのオーディオインタフェースと、ソフトウェア楽器Emulator Xを発表し、それ以前に販売していたハードウェアサンプラーや音源モジュールの一切を販売終了した。その後は2010年に発表したMIDIキーボードのSHORT BOARD49/LONG BOARD61の発売を最後に、楽器は販売していない。
2011年にE-MUは解散し、クリエイティブテクノロジーの一部署となった。2018年現在、E-MUは同社内にブランドとして存続し、Sound Blaster向けのパッシブスピーカーXM-7や、FOSTEXのOEMによるヘッドフォンなどを発売している。

## 主要製品

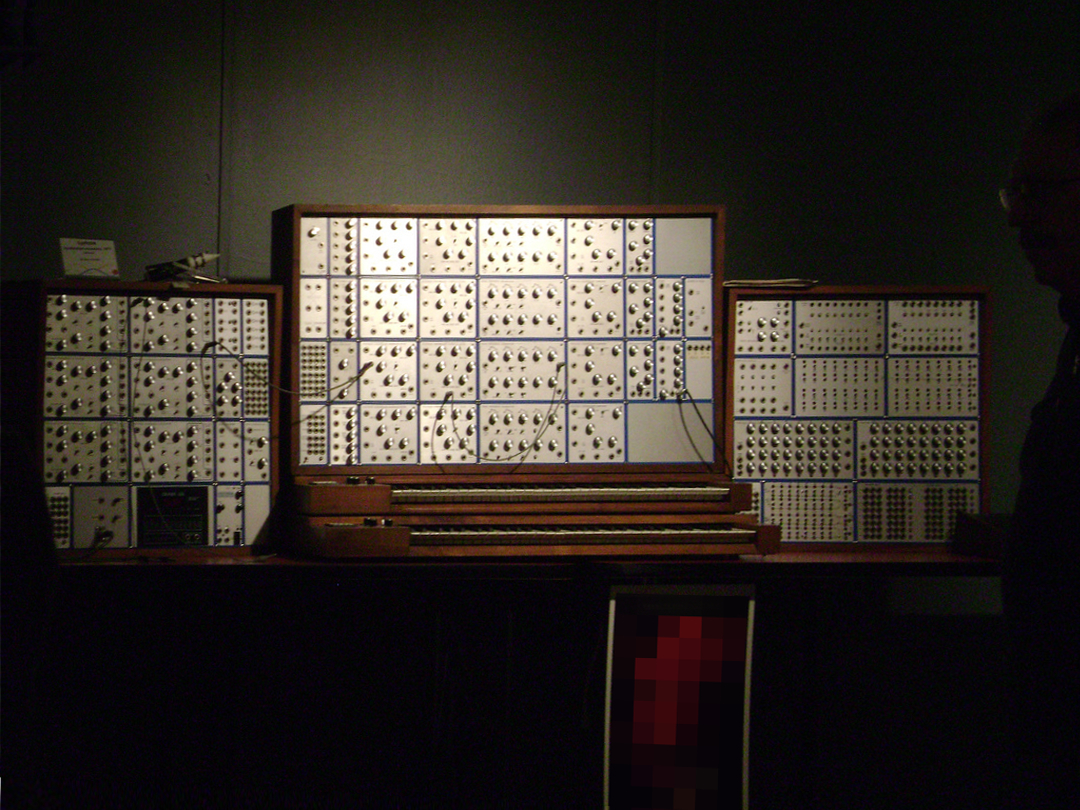
E-mu Modular System

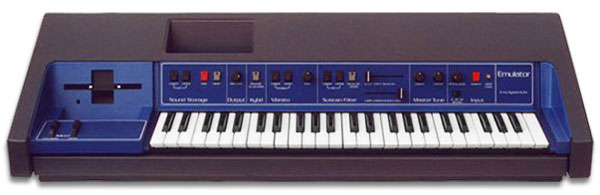
E-mu Emulator I
ヒット商品となったEmulatorシリーズ

- 1973年 - E-mu Modular System
- 1980年 - Audity
- 1981年 - Emulator
- 1983年 - Drumulator
- 1984年 - Emulator II
- 1985年 - E-mu SP-12 Drum Sampler
- 1986年 - Emax
- 1987年 - Emulator III
- 1987年 - E-mu SP-1200 Drum Sampler
- 1989年 - Proteus 1 Pop/Rock
- 1990年 - Proteus 2 Orchestral
- 1991年 - Proteus 3 World
- 1993年 - Morpheus
- 1994年 - Emulator IV / e 64
- 1996年 - Orbit 9090 V2
- 1997年 - Planet Phat
- 1998年 - Proteus 2000
- 1998年 - E-mu APS (Audio Production Studio)
- 1999年 - E4 Ultra Samplers
- 2001年 - XL7/MP7 Command Stations
- 2002年 - E-MU performance Keyboards （PK-6,MK-6,XK-6,ensoniq Halo)
- 2003年 - E-MU Vintage keys (VK-6) ,Vintage Pro
- 2004年 - PCI Digital Audio Systems
- 2004年 - Emulator X
- 2005年 - CardBus Digital Audio Systems
- 2006年 - Emulator X2
- 2006年 - E-mu Xboard 25, 49, 61
- 2006年 - E-mu Proteus X2
- 2007年 - デジタル・サウンド・ファクトリー：オリジナルのProteusおよびEmulatorサウンドライブラリのライセンスとリマスター。
- 2008年 - Emulator X3：E-MUの主力ソフトウェアサンプラーの最終版。
- 2008年 - E-mu Proteus VX：USBオーディオ製品にバンドルされていたが、Emulator X3の発売を記念して無償公開された。
- 2009年 - E-mu PIPEline：デジタルワイヤレストランスミッタ/レシーバシステム
- 2010年 - SHORT BOARD49/LONG BOARD61